# Tympanoctomys kirchnerorum
Tympanoctomys kirchnerorum är en gnagare i familjen buskråttor som först beskrevs av Teta, Pardiñas, Sauthier och Gallardo 2014. Artepitet i det vetenskapliga namnet hedrar makarna Néstor Kirchner och Cristina Fernández de Kirchner som båda var Argentinas president och som främjade vetenskapen.

## Utseende
Jämförd med den tidigare kända arten Tympanoctomys barrerae är den ny beskrivna arten mindre. Den har även en kortare svans i förhållande till längden av huvudet och bålen (bara 43 till 50 procent). Andra avvikelser finns i skallens och tandkronornas konstruktion. Holotypen hade en absolut längd av 250 mm, inklusive en 120 mm lång svans, samt en vikt av 80 g. Pälsen på ovansidan bildas främst av hår som är grå vid roten och brun vid spetsen. Dessutom är några svarta hår inblandade. Det finns en tydlig gräns mot den krämfärgade till vita undersidan. Morrhåren kan vara svarta eller vita. De flesta är cirka 35 mm långa och några morrhår når 60 mm längd. Arten har väl utvecklade klor vid bakfötterna men de är vanligen gömda under håren som täcker fötterna. På fotsulorna finns inga hår.

## Utbredning och status
Arten är bara känd från provinsen Chubut i centrala Argentina. Den lever i den patagoniska stäppen på sandig mark. Större växter i utbredningsområdet är främst buskar som tillhör familjerna amarantväxter, sumakväxter, korgblommiga växter och ärtväxter.
Angående beståndets storlek och potentiella hot saknas data. IUCN listar arten med kunskapsbrist (DD).